# كنة رشيد عرب (مقاطعة دالاهو)
كنة رشيد عرب (بالفارسية: کنه رشید عرب) هي قرية تقع في كرمانشاه في إيران. يقدر عدد سكانها بـ 38 نسمة .